# Sachiko Oguri
Sachiko Oguri (小栗 さち子?, Oguri Sachiko; ...) è un'attrice giapponese.

## Filmografia

### Cinema
- Sogni (夢?, Yume), regia di Akira Kurosawa e Ishirō Honda (1990)

### Televisione
- Dennou Keisatsu Cybercop (電脳警察サイバーコップ?, Dennō Keisatsu Saibākoppu) – serie TV, 34 episodi (1988-1989)
- Winspector (特警ウインスペクタ?, Tokkei Winspector) – serie TV, 49 episodi (1990–1991)